# سیارک ۱۹۸۲۶
سیارک ۱۹۸۲۶ (به انگلیسی: 19826 Patwalker، نامگذاری:2000SX192) نوزده هزار و هشتصد و بیست و ششمین سیارک کشف شده‌است که در ۲۴ سپتامبر ۲۰۰۰ کشف شد.
قدر مطلق سیارک برابر ۱۷.۸ است.